# One More Time (Craig David)
One More Time è un singolo del cantante britannico Craig David, pubblicato nel 2016 ed estratto dall'album Following My Intuition.

## Tracce
- Download digitale

1. One More Time – 3:14